# Kingdom Conquest II
『Kingdom Conquest II』（キングダムコンクエストⅡ）は、セガゲームス（2015年3月まではセガネットワークス）のマルチプレイオンラインアクションRPG&リアルタイムストラテジーゲーム。『Kingdom Conquest』の後継タイトル。2017年8月31日をもってサービスを終了した。

## ゲーム内容
プレイヤーは魔獣の大陸マグナに踏み入れた開拓者となり、大陸に散らばるデブリズタワーの全てを掌中にすることを目指す。
アクションRPGパートで塔を攻略することでダンジョンパックというカードのセットを入手出来る。パック内にはランダムで装備や魔獣のカードが入っている（いわゆるガチャ）。ダンジョンパックは塔内で入手出来るクリスタルや課金で交換するCPを消費することでも入手可能。（現実時間の）2時間に1出撃ポイント（最大量は9出撃ポイント）までの出撃が可能。
リアルタイムストラテジーパートでは拠点の施設（軍事基地、資源基地、守備基地、探索基地、カタパルト含まれています）を建設・強化しつつ、アクションRPGパートで入手した魔獣を用いて周囲の土地を獲得していく。このパートで塔を占拠するとアクションRPGパートで攻略出来るダンジョンが増える。生産施設では（現実時間の）1時間毎に資源が生産される。

## 派生作品
同様のゲーム内容で世界観を変更したもの
- ガンダムコンクエスト - バンダイナムコゲームス（現・バンダイナムコエンターテインメント）から配信されている機動戦士ガンダムをはじめとしたガンダムシリーズをモチーフにしたゲーム。